# Райхенбах, Георг
Георг Фридрих фон Райхенбах (24 августа 1771, Дурлах — 21 мая 1826, Мюнхен) — немецкий инженер-оптик и механик.
Был сначала артиллерийским офицером, затем начальником баварских соляных промыслов (Ober-Berg und Salinenrath) и членом мюнхенской академии. В 1804 году основал в Мюнхене, вместе с Либхерром и Утцшнейдером, Институт точной математической механики. К ним вскоре присоединился Й. Фраунгофер. В 1814 году фирма разделилась: механические мастерские остались в заведовании Райхенбаха, затем Райхенбаха и Эртеля, а после смерти Райхенбаха фирма перешла к Эртелю с сыном.
Оптическим заведением руководили Фраунгофер и Утцшнейдер, а после их смерти Мерц и Малер. Фирмы эти, благодаря крупным талантам Райхенбаха и Фраунгофера, быстро достигли громкой известности и некоторое время занимали совершенно исключительное положение. Лично Райхенбах усовершенствовал почти все типы астрономических инструментов, особенно славились его меридианные круги и переносные угломерные инструменты. Помимо этого он изобретал машины для различных технических производств. Известны его машины для баварских солеварен.

## Труды
- «Theorie der Brückenbogen und Vorschläge zu eisernen Brücken in jeder beliebigen Groesse».

## Память

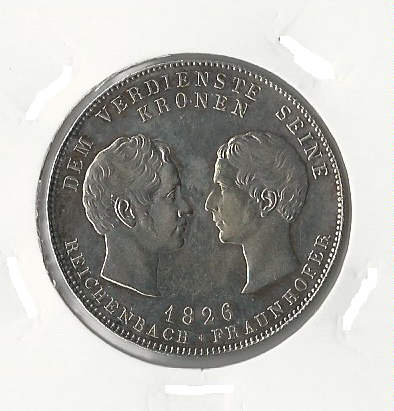
Исторический талер 1826 года с изображением Фраунгофера и Райхенбаха (справа)

- В год смерти учёного в 1826 году отчеканен исторический талер с его изображением[3].
- Лунный кратер Райхенбах назван в его честь.